# Syrrusis aethiopica
Syrrusis aethiopica is een vlinder uit de familie uilen (Noctuidae). De wetenschappelijke naam van deze soort is voor het eerst geldig gepubliceerd in 1907 door Hampson.
De soort komt voor in tropisch Afrika.